# Kalser Tal
Kalser Tal är en dal i Österrike.   Den ligger i förbundslandet Tyrolen, i den centrala delen av landet, 300 km väster om huvudstaden Wien.
I omgivningarna runt Kalser Tal växer i huvudsak blandskog. Runt Kalser Tal är det ganska glesbefolkat, med 26 invånare per kvadratkilometer.